# Zagarolo
Zagarolo település Olaszországban, Lazio régióban, Róma megyében. Lakosainak száma 18 483 fő (2023. január 1.). Zagarolo Gallicano nel Lazio, Monte Compatri, Palestrina, Róma, San Cesareo és Colonna községekkel határos.

## Népesség
A település lakossága az elmúlt években az alábbi módon változott:
| Lakosok száma | 17 872 | 17 933 | 18 483 |
|               | 2017   | 2018   | 2023   |